# Lexicografie
De term lexicografie (lett.: ληξικος γραφειν woord beschrijven) heeft betrekking op het implementeren van lexicologische principes bij het samenstellen van woordenboeken, encyclopedieën, concordanties  enz., dit is de praktische toepassing van de lexicografie. Iemand die zich professioneel bezighoudt met de lexicografie, is een lexicograaf.
Het draait in de lexicografie in wezen om de vraag: hoe kan woordinformatie (zoals betekenis, spelling, uitspraak en gebruik) op een gebruiksvriendelijke en verantwoorde manier voor de gebruiker toegankelijk gemaakt worden. De wetenschappelijke bestudering hiervan wordt de theoretische toepassing van de lexicografie genoemd.